# Kapuas
Kapuas (indonez. Sungai Kapuas) – rzeka w Indonezji na wyspie Borneo. Źródła w górach Kapuas Hulu; uchodzi deltą do Morza Południowochińskiego. Długość: 1143 km (najdłuższa rzeka Indonezji); powierzchnia dorzecza: 98 740 km². Większe miasta położone nad rzeką: Pontianak. Żeglowna na odcinku ok. 900 km, ważna dla transportu drewna.